# 家電下鄉
家電下鄉是中華人民共和國政府於2007年12月宣布的財政政策救市方案。2007年7月美國的全球金融海嘯導致華爾街崩跌，消費性電子產品外銷訂單急速衰退，為圖擴大內需市場以替代外銷缺口，2007年11月15日財政部發表了“關於家電下鄉試點工作的通知”，要求2007年12月1日至2008年5月31日，在山東、河南、四川三省開展家電下鄉試點工作。國家對農民購買補貼類家電產品給予補貼。補貼資金由中央財政和地方財政共同負擔，其中，中央財政負擔80%，地方財政負擔20%。同時公佈了《家電下鄉補貼資金管理暫行辦法》。首批家電下鄉的產品是彩電、冰箱(包括冰櫃)和手機。
2008年5月26日，財政部發文，將家電下鄉試點活動延長到2008年12月31日。2008年11月28日，財政部、商務部、工業和信息化部聯合發文，將家電下鄉活動在全國推廣。同時，家電下鄉產品擴大到彩電、冰箱、洗衣機和手機四類。2009年2月26日，財政部、商務部、工業和信息化部聯合發文，加大家電下鄉政策實施力度，將空調、電腦、熱水器、微波爐和電磁爐列為家電下鄉產品。至此，家電下鄉活動全面鋪開。
在試點時，家電產品的價格是根據農民消費水平和消費需求確定的，家電下鄉產品的最高限價分別為：彩電單價不超過2000元；電冰箱(含冷櫃)單價不超過2500元；手機單價不超過1000元；洗衣機單價不超過2000元。各型號產品的最高終端零售價不得高於產品中標價格。 
2009年2月，國家財政部、商務部、工業和信息化部下發《關於進一步加大家電下鄉政策實施力度的通知》，根據該通知，各省對家電下鄉政策進行了部分調整。
至2013年1月31日，各省、自治区的家电下乡政策陆续停止。